# Гайко Бальц
Гайко Бальц (нім. Heiko Balz; нар. 17 вересня 1969, Бург, Саксонія-Ангальт) — німецький борець вільного стилю, дворазовий бронзовий призер чемпіонатів світу, триразовий срібний та бронзовий призер чемпіонатів Європи, срібний призер Кубку світу, срібний призер Олімпійських ігор.

## Життєпис
Боротьбою почав займатися з 1976 року. Потрапив до молодіжної збірної НДР. У 1988 році став бронзовим призером чемпіонату Європи серед молоді. У 1989 році став чемпіоном світу серед молоді.
Піком спортивної кар'єри Гайко Бальца стали Олімпійські ігри 1992 року в Барселоні, де він переміг у п'яти поєдинках з шести, зазнавши єдиної поразки у фіналі від Лері Хабелова з Об'єднаної команди.
Виступав за спортивний клуб міста Луккенвальде, Бранденбург. Тренер —Фред Гемпель.
Працював клерком в індустріальній компанії та автомеханіком.

## Спортивні результати на міжнародних змаганнях

### Виступи на Олімпіадах
| Змагання                    | Збірна    | Вагова категорія           | Місце  |
| --------------------------- | --------- | -------------------------- | ------ |
| Літні Олімпійські ігри 1992 | Німеччина | вільна боротьба, до 100 кг | Срібло |
| Літні Олімпійські ігри 1996 | Німеччина | вільна боротьба, до 90 кг  | 12     |

### Виступи на Чемпіонатах світу
| Змагання                        | Збірна    | Вагова категорія           | Місце  |
| ------------------------------- | --------- | -------------------------- | ------ |
| Чемпіонат світу з боротьби 1991 | Німеччина | вільна боротьба, до 100 кг | Бронза |
| Чемпіонат світу з боротьби 1993 | Німеччина | вільна боротьба, до 100 кг | Бронза |
| Чемпіонат світу з боротьби 1998 | Німеччина | вільна боротьба, до 97 кг  | 7      |
| Чемпіонат світу з боротьби 1999 | Німеччина | вільна боротьба, до 97 кг  | 10     |

### Виступи на Чемпіонатах Європи
| Змагання                         | Збірна    | Вагова категорія           | Місце  |
| -------------------------------- | --------- | -------------------------- | ------ |
| Чемпіонат Європи з боротьби 1990 | НДР       | вільна боротьба, до 100 кг | 4      |
| Чемпіонат Європи з боротьби 1991 | Німеччина | вільна боротьба, до 100 кг | Бронза |
| Чемпіонат Європи з боротьби 1992 | Німеччина | вільна боротьба, до 100 кг | Срібло |
| Чемпіонат Європи з боротьби 1994 | Німеччина | вільна боротьба, до 100 кг | Срібло |
| Чемпіонат Європи з боротьби 1996 | Німеччина | вільна боротьба, до 90 кг  | Срібло |
| Чемпіонат Європи з боротьби 1998 | Німеччина | вільна боротьба, до 97 кг  | 6      |
| Чемпіонат Європи з боротьби 1999 | Німеччина | вільна боротьба, до 97 кг  | 7      |

### Виступи на Кубках світу
| Змагання                    | Збірна    | Вагова категорія           | Місце  |
| --------------------------- | --------- | -------------------------- | ------ |
| Кубок світу з боротьби 1997 | Німеччина | вільна боротьба, до 125 кг | 4      |
| Кубок світу з боротьби 1999 | Німеччина | вільна боротьба, до 97 кг  | Срібло |

### Виступи на інших змаганнях
| Змагання                                                          | Збірна    | Вагова категорія           | Місце  |
| ----------------------------------------------------------------- | --------- | -------------------------- | ------ |
| Гран-прі Німеччини з боротьби 1990                                | НДР       | вільна боротьба, до 100 кг | Золото |
| Гран-прі Німеччини з боротьби 1992                                | Німеччина | вільна боротьба, до 100 кг | Бронза |
| Гран-прі Німеччини з боротьби 1993                                | Німеччина | вільна боротьба, до 100 кг | Золото |
| Гран-прі Німеччини з боротьби 1994                                | Німеччина | вільна боротьба, до 130 кг | Золото |
| Чемпіонат світу з боротьби серед військовослужбовців 1997         | Німеччина | вільна боротьба, до 97 кг  | Бронза |
| Ігри Балтійського моря 1997                                       | Німеччина | вільна боротьба, до 97 кг  | Срібло |
| Гран-прі Німеччини з боротьби 1999                                | Німеччина | вільна боротьба, до 97 кг  | Золото |
| Олімпійський кваліфікаційний турнір з боротьби 2000 (Лейпциг)     | Німеччина | вільна боротьба, до 97 кг  | Срібло |
| Олімпійський кваліфікаційний турнір з боротьби 2000 (Александрія) | Німеччина | вільна боротьба, до 97 кг  | Срібло |

### Виступи на змаганнях молодших вікових груп
| Змагання                                       | Збірна | Вагова категорія           | Місце  |
| ---------------------------------------------- | ------ | -------------------------- | ------ |
| Чемпіонат Європи з боротьби серед юніорів 1987 | НДР    | вільна боротьба, до 88 кг  | 9      |
| Чемпіонат Європи з боротьби серед молоді 1988  | НДР    | вільна боротьба, до 90 кг  | Бронза |
| Чемпіонат світу з боротьби серед молоді 1989   | НДР    | вільна боротьба, до 100 кг | Золото |